# Szemu’el Rosenthal
Szemu’el Rosenthal (hebr. שמואל רוזנטל, ur. 22 kwietnia 1947 w Petach Tikwie) – izraelski piłkarz grający na pozycji pomocnika. W swojej karierze rozegrał 43 mecze w reprezentacji Izraela i strzelił w nich 2 gole.

## Kariera klubowa
Swoją karierę piłkarską Rosenthal rozpoczął w klubie Hapoel Petach Tikwa. W 1965 roku awansował do kadry pierwszej drużyny i w sezonie 1965/1966 zadebiutował w niej w pierwszej lidze izraelskiej. W Hapoelu występował do końca sezonu 1971/1972. W sezonie 1966/1967 wywalczył z Hapoelem wicemistrzostwo Izraela.
W 1972 roku Rosenthal został zawodnikiem niemieckiej Borussii Mönchengladbach. Zadebiutował w niej 16 września 1972 w wygranym 4:3 domowym meczu z MSV Duisburg. W Bundeslidze rozegrał 13 spotkań i strzelił 1 gola.
W 1973 roku Rosenthal wrócił do Izraela, do Hapoelu Petach Tikwa. W 1976 roku przeszedł do Beitaru Tel Awiw, a w 1978 roku krótko występował w Stanach Zjednoczonych, w Oakland Stompers. W latach 1980–1983 grał w Hapoelu Lod, w którym zakończył swoją karierę.
| Sezon   | Klub                     | Kraj              | Rozgrywki   | Mecze | Bramki |
| ------- | ------------------------ | ----------------- | ----------- | ----- | ------ |
| 1963/64 | Hapoel Petach Tikwa      | Izrael            | Liga Leumit | 4     | 0      |
| 1964/65 | Hapoel Petach Tikwa      | Izrael            | Liga Leumit | 29    | 2      |
| 1965/66 | Hapoel Petach Tikwa      | Izrael            | Liga Leumit | 30    | 0      |
| 1966/67 | Hapoel Petach Tikwa      | Izrael            | Liga Leumit | 29    | 1      |
| 1967/68 | Hapoel Petach Tikwa      | Izrael            | Liga Leumit | 29    | 1      |
| 1968/69 | Hapoel Petach Tikwa      | Izrael            | Liga Leumit | 30    | 2      |
| 1969/70 | Hapoel Petach Tikwa      | Izrael            | Liga Leumit | 24    | 1      |
| 1970/71 | Hapoel Petach Tikwa      | Izrael            | Liga Leumit | 27    | 1      |
| 1971/72 | Hapoel Petach Tikwa      | Izrael            | Liga Leumit | ?     | ?      |
| 1972/73 | Borussia Mönchengladbach | RFN               | Bundesliga  | 13    | 1      |
| 1973/74 | Hapoel Petach Tikwa      | Izrael            | Liga Leumit | 29    | 1      |
| 1974/75 | Hapoel Petach Tikwa      | Izrael            | Liga Leumit | 26    | 1      |
| 1975/76 | Hapoel Petach Tikwa      | Izrael            | Liga Leumit | 34    | 1      |
| 1976/77 | Beitar Tel Awiw          | Izrael            | Liga Leumit | ?     | ?      |
| 1977/78 | Beitar Tel Awiw          | Izrael            | Liga Leumit | ?     | ?      |
| 1978    | Oakland Stompers         | Stany Zjednoczone | NASL        | 18    | 0      |
| 1979/80 | Beitar Tel Awiw          | Izrael            | Liga Leumit | ?     | ?      |
| 1980/81 | Hapoel Lod               | Izrael            | Liga Arcit  | ?     | ?      |
| 1981/82 | Hapoel Lod               | Izrael            | Liga Arcit  | ?     | ?      |
| 1982/83 | Hapoel Lod               | Izrael            | Liga Arcit  | ?     | ?      |

## Kariera reprezentacyjna
W reprezentacji Izraela Rosenthal zadebiutował 13 czerwca 1965 roku w przegranym 0:4 meczu eliminacji do MŚ 1966 z Bułgarią, rozegranym w Sofii. W 1968 roku wystąpił w czterech meczach Pucharu Azji 1968: z Hongkongiem (6:1), z Birmą (0:1), z Tajwanem (4:1 i gol) i z Iranem (1:2). Izrael zajął 3. miejsce na tym turnieju. W tym samym roku Rosenthal reprezentował Izrael na Igrzyskach Olimpijskich w Meksyku.
W 1970 roku Rosenthal zagrał w trzech meczach Mistrzostw Świata w Meksyku: z Urugwajem (0:2), ze Szwecją (1:1) i z Włochami (0:0).
Od 1965 do 1973 roku Rosenthal rozegrał w kadrze narodowej 43 mecze i strzelił w nich 2 gole.